# Hillel Slovak
Hillel Slovak (hebreo: הלל סלובק; Haifa, 13 de abril de 1962-Los Ángeles, 25 de junio de 1988) fue un músico israelí-estadounidense, conocido por ser el guitarrista original y fundador de la banda de funk rock Red Hot Chili Peppers, con la que grabó los álbumes Freaky Styley (1985) y The Uplift Mofo Party Plan (1987). Murió el 25 de junio de 1988 debido a una sobredosis de heroína.

## Biografía
Nacido en Haifa, Israel, a los cinco años emigró con su familia a los Estados Unidos. En 1977 Hillel comenzó a ir a la Fairfax High School, junto con Jack Irons, Michael Balzary y Anthony Kiedis. Hillel y Jack Irons se volvieron los mejores amigos a través del amor que compartían hacia la música; todo lo que hacían era escuchar música. Kiss y Led Zeppelin fueron sus principales influencias. Jack tocaba la batería y Hillel la guitarra eléctrica. Desde que era muy joven, a Hillel le llamó la atención la música de Jimi Hendrix, y se volvió su principal ídolo.
Conoció a un guitarrista chileno, Alain Johannes en Fairfax. Hillel tenía la idea de comenzar una banda junto a Alain, Jack, su amigo Tom Strassman en el bajo. La banda se llamó Chain Reaction. Al terminar el año, Chain Reaction cambió su nombre a Anthym.
Tom Strassman abandonó Anthym en 1979. Slovak, Irons y Johannes pensaron que sería bueno que Michael Balzary lo remplazara. Este no sabía tocar el bajo, pero tenía la actitud que ellos buscaban. Hillel comenzó a enseñarle a Balzary a tocar el bajo, y después de solo unos meses, Michael quien cambió su nombre a Mike B The Flea o solo Flea, estaba listo para estar con la banda. Anthony Kiedis era el fan número uno de Anthym y siempre daba un discurso antes de cada concierto de Anthym. Anthony y Hillel se hicieron los mejores amigos.
En 1980 Hillel se graduó de Fairfax High, así como también Alain y Jack quienes decidieron ir a la universidad, aunque Anthym permanecería unido.
En 1981 Anthym cambió su nombre a What Is This?. En 1983 el propietario de un bar, Gary Allen, le pidió a Anthony que hiciera un show junto con la banda. En abril, Anthony, Flea, Hillel y Jack debutaron en el Rhythm Lounge bajo el nombre de "Tony Flow And The Miraculously Majestic Masters Of Mayhem". Su actuación fue tan buena que les pidieron que tocaran de nuevo la noche siguiente, y así siguieron en otros clubs. 
Decidieron cambiar su nombre a Red Hot Chili Peppers. a la banda se le ofreció un contrato para grabar un disco con EMI. Pero Hillel y Jack habían firmado con la compañía discográfica rival, con su grupo What is this?. Hillel y Jack decidieron dejar a los RHCP y preocuparse por What is this?. Hillel regresó con los RHCP en 1984. Comenzó a experimentar con varias drogas, y acabó siendo adicto a la heroína.
En 1985 los Red Hot Chili Peppers graban su segundo álbum, Freaky Styley, el cual fue producido por la leyenda del funk, George Clinton. Jack Irons regresó con los RHCP para el tour de Freaky Styley.
En 1987, los RHCP lanzaron su tercer álbum, The Uplift Mofo Party Plan. Este fue un álbum con notables solos de guitarra de Hillel. En abril, los problemas de drogas de Hillel se volvieron más serios, así que Kiedis, Flea y Irons consideraron la posibilidad de que abandonara la banda, pero finalmente la amistad siempre prevaleció.
A principios de 1988 se editó la primera recopilación de los RHCP, The Abbey Road EP.
El 24 de junio de 1988 Hillel llamó a su hermano, James, y le dijo que se le hacía muy difícil poder dejar la heroína y, además, James notó que a Hillel le costaba mucho poder hablar. Unos días después, la banda regresó de su tour (sin Slovak ya que el propio Hillel decidió aislarse de sus amigos para permanecer limpio de drogas) e intentaron contactarlo, sin poder lograrlo. El 27 de junio de ese mismo año, Hillel Slovak fue hallado muerto por la policía en su apartamento de Hollywood. Se le realizó una autopsia y reveló que Slovak había muerto dos días antes de ser encontrado (el 25 de junio de 1988, un día después de la llamada a su hermano) y fue debido a una sobredosis de heroína. Slovak venía usando esta droga por más de 4 años y hubo varios conciertos que no pudo realizar. Esto sucedió mientras la banda trabajaba para su cuarto álbum, el cual iba a ser llamado Rockin' Freakapotamus. La banda ya había grabado varias canciones como "Point Boy", "Blues for Meister", "Magic Johnson". El álbum nunca se realizó.
Los miembros de la banda reaccionaron de maneras distintas por la muerte de Hillel. Flea, quien no había pasado mucho tiempo con Hillel un año previo a su abuso, sintió que pudo haber salvado a su amigo. Anthony, quien ya había tomado heroína, tomó la muerte de Hillel como un suceso muy fuerte y subsecuentemente le ayudó a que dejara las drogas. Tras esto, Anthony decidió ir a vivir un tiempo a México. Jack, quien era el que tenía más años de conocer a Hillel no pudo manejar el hecho de haberlo perdido. Este tuvo que ser hospitalizado después de tener severos colapsos nerviosos. Sus restos se encuentran enterrados en el cementerio "Sinai Memorial Park", Los Ángeles, California, Estados Unidos.

## Legado
Hillel Slovak fue uno de los principales arquitectos del sonido genuino de los Red Hot Chili Peppers. Fue también una gran influencia para un joven John Frusciante, que terminaría reemplazándolo como guitarrista de los Chili Peppers. Frusciante basó gran parte de su estilo tocando la guitarra en el trabajo de Slovak, y también llegaría a caer en la adicción a la heroína, aunque evitando la muerte y recuperándose años después. Las canciones "Knock Me Down" (del álbum Mother's Milk), "My Lovely Man" (de Blood Sugar Sex Magik), "This is the Place" y "Dosed" (de By the Way), "Open/Close" (B-side del disco I'm with You) y "Feasting on the Flowers" (de The Getaway) fueron escritas como homenaje a Hillel.
En 1999 fue publicado el libro titulado Behind the Sun: The Diary and Art of Hillel Slovak, escrito por su hermano James, y que contiene el diario de Hillel, sus pinturas, fotos y textos a mano de sus amigos Anthony Kiedis y Flea.

## Discografía
- What Is This?
- Squeezed – (1984)
- What Is This? – (1985)
- 3 Out of 5 Live – (1985)

- Red Hot Chili Peppers
- Freaky Styley – (1985)
- The Uplift Mofo Party Plan – (1987)
- The Abbey Road E.P. – (1988)
- What Hits!? – (1992)
- Out in L.A. – (1994)
- Under the Covers: Essential Red Hot Chili Peppers – (1998)
- The Best of Red Hot Chili Peppers – (1998)